# Zygmunt Jakubczyk
Zygmunt Jakubczyk (ur. 25 marca 1950 w Gierałtowie) – polski polityk, poseł na Sejm RP II kadencji.

## Życiorys
Uzyskał wykształcenie średnie zawodowe. W okresie PRL pracował jako palacz kotłowy, palacz brygadzista oraz mistrz ciepłowni w kłodzkim oddziale Wojewódzkiego Przedsiębiorstwa Energetyki Cieplnej w Wałbrzychu. Po przekształceniu zakładu był kierownikiem w Dolnośląskim Zakładzie Termoenergetycznym w Szczytnej. Od 1976 należał do Polskiej Zjednoczonej Partii Robotniczej, z której został wykluczony w styczniu 1982 za krytykę wprowadzenia stanu wojennego. Był działaczem NSZZ „Solidarność”, współtworzył strukturę związku w swoim zakładzie pracy. W III RP był m.in. przewodniczącym rady nadzorczej Dolnośląskiego Zakładu Termoenergetycznego.
Po przemianach politycznych działał w Solidarności Pracy oraz Unii Pracy. Bez powodzenia kandydował do Sejmu w 1991. W 1993 uzyskał natomiast mandat posła II kadencji w okręgu wałbrzyskim z listy UP. Zasiadał w Komisji Regulaminowej i Spraw Poselskich, Komisji Obrony Narodowej oraz Komisji Samorządu Terytorialnego. W 1997 nie został wybrany na kolejną kadencję.
W 2006 wraz z grupą działaczy skupioną wokół Ryszarda Bugaja wystąpił z Unii Pracy, sprzeciwiając się wejściu UP w skład koalicji Lewica i Demokraci. W 2013 stanął na czele struktur Ruchu Palikota w powiecie kłodzkim. Utrzymał tę funkcję po przekształceniu tej partii w Twój Ruch. Został potem także pełnomocnikiem TR w okręgu wałbrzyskim.